# Universidad Laval
La Universidad Laval (del francés: Université Laval) es una universidad localizada en la ciudad de Quebec, Provincia de Quebec, en Canadá.
De origen católico, fue fundada en 1663, como el Seminario de Quebec (Séminaire de Québec), por San Francisco de Laval, el primer obispo de Nueva Francia. Aproximadamente 36,000 estudiantes estudian anualmente en la universidad, que cubre un área de 1,2 km². Algunos famosos de la Universidad de Laval fueron Jean Chrétien, Louis St. Laurent y Brian Mulroney, quienes fueron primeros ministros de Canadá.

## Enseñanza
La universidad cuenta con 17 facultades, más de 60 departamentos, escuelas e institutos. Programas de estudios: 422 de los cuales 185 en pregrado y 237 en posgrado. Más de 70 programas ofrecidos enteramente a distancia y unos 700 cursos en línea.

### Facultades
- Facultad de Arquitectura
- Facultad de Derecho
- Facultad de Geografía y C. Forestales
- Facultad de Letras y Ciencias Humanas
- Facultad de Medicina
- Facultad de Medicina Dental
- Facultad de Música
- Facultad de Farmacia
- Facultad de Filosofía
- Facultad de Administración
- Facultad de Ciencias Agrícolas y Alimentarias
- Facultad de Ciencias de la Educación
- Facultad de Ciencias de la Ingeniería
- Facultad de Enfermería
- Facultad de Ciencias Sociales
- Facultad de Teología y C. Religiosas
- Facultad de Estudios Superiores y Post-Doctarales

## Organización del Campus
La Universidad Laval está organizada en pabellones, los cuales albergan diferentes facultades. Por ejemplo, el pabellón Palasis-Prince es sede de la Facultad de Administración, mientras que De-Koninck lo es de las Facultades de Derecho, Lenguas Extranjeras, Letras y otros estudios de Ciencias Sociales. Justo enfrente de De-Koninck se encuentra el pabellón Jean-Charles-Bonenfant que alberga la biblioteca central.

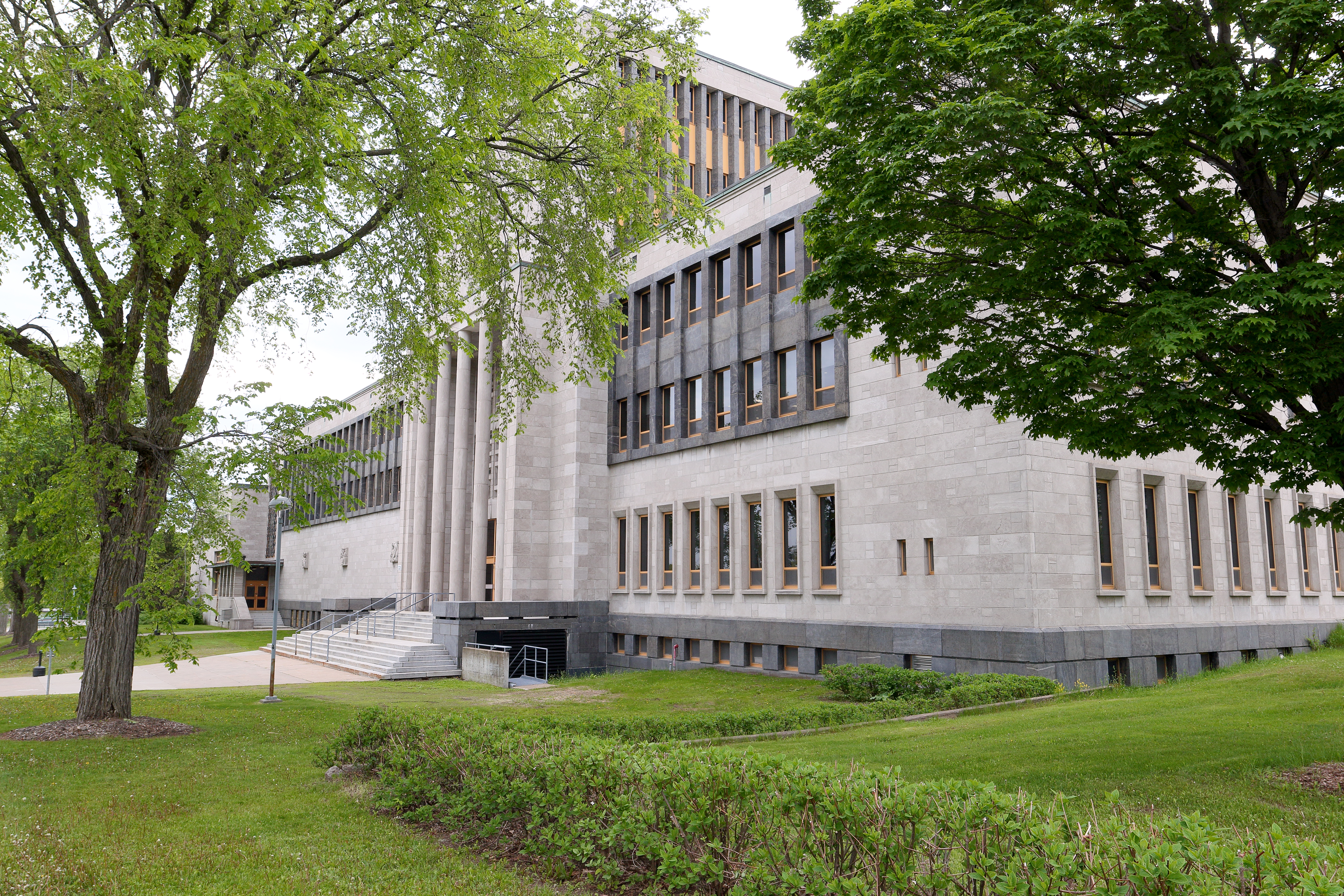
pabellón Palasis-Prince
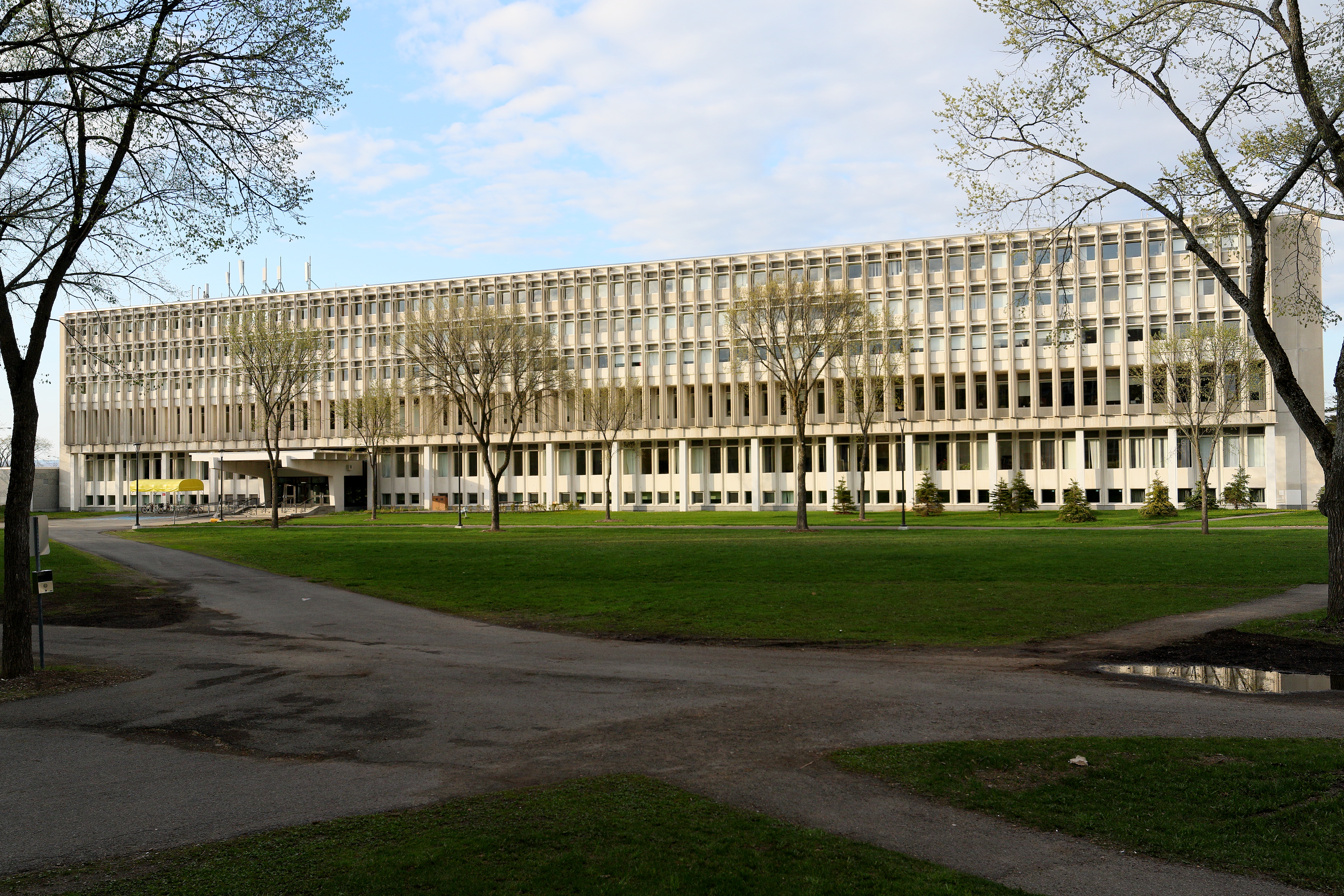
pabellón Charles-De Koninck
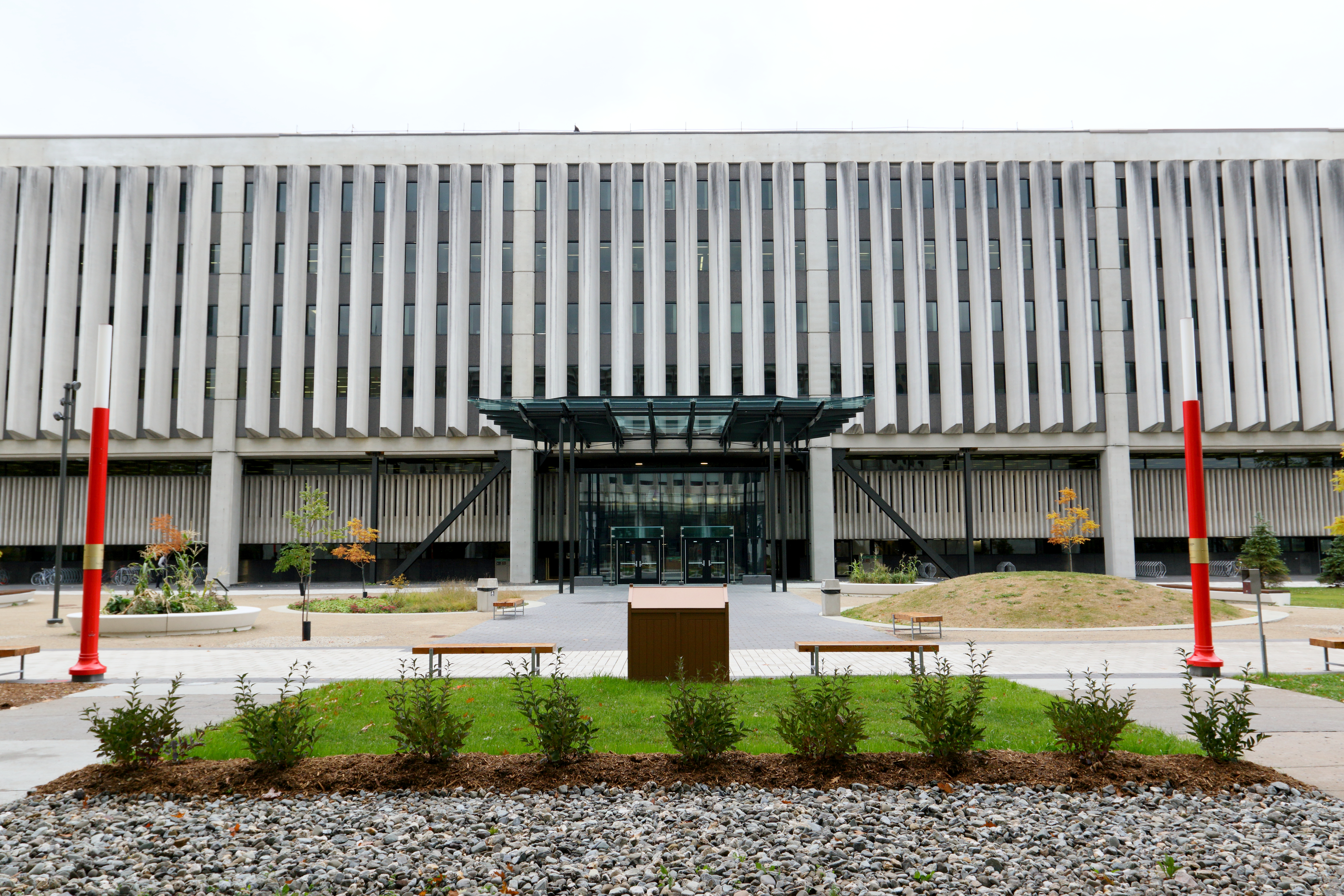
pabellón Jean-Charles-Bonenfant
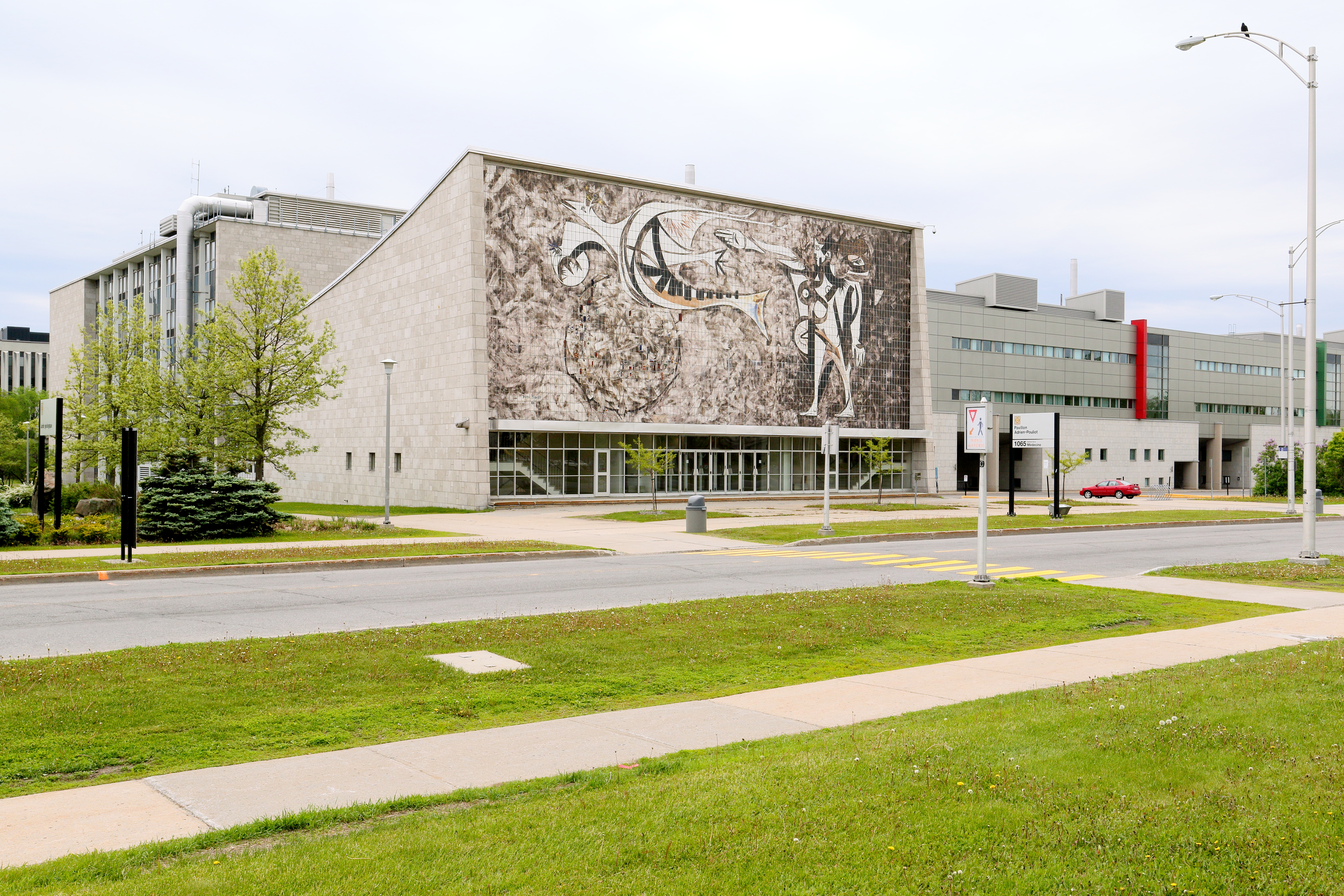
pabellón Adrien-Pouliot con el mural de Jordi Bonet
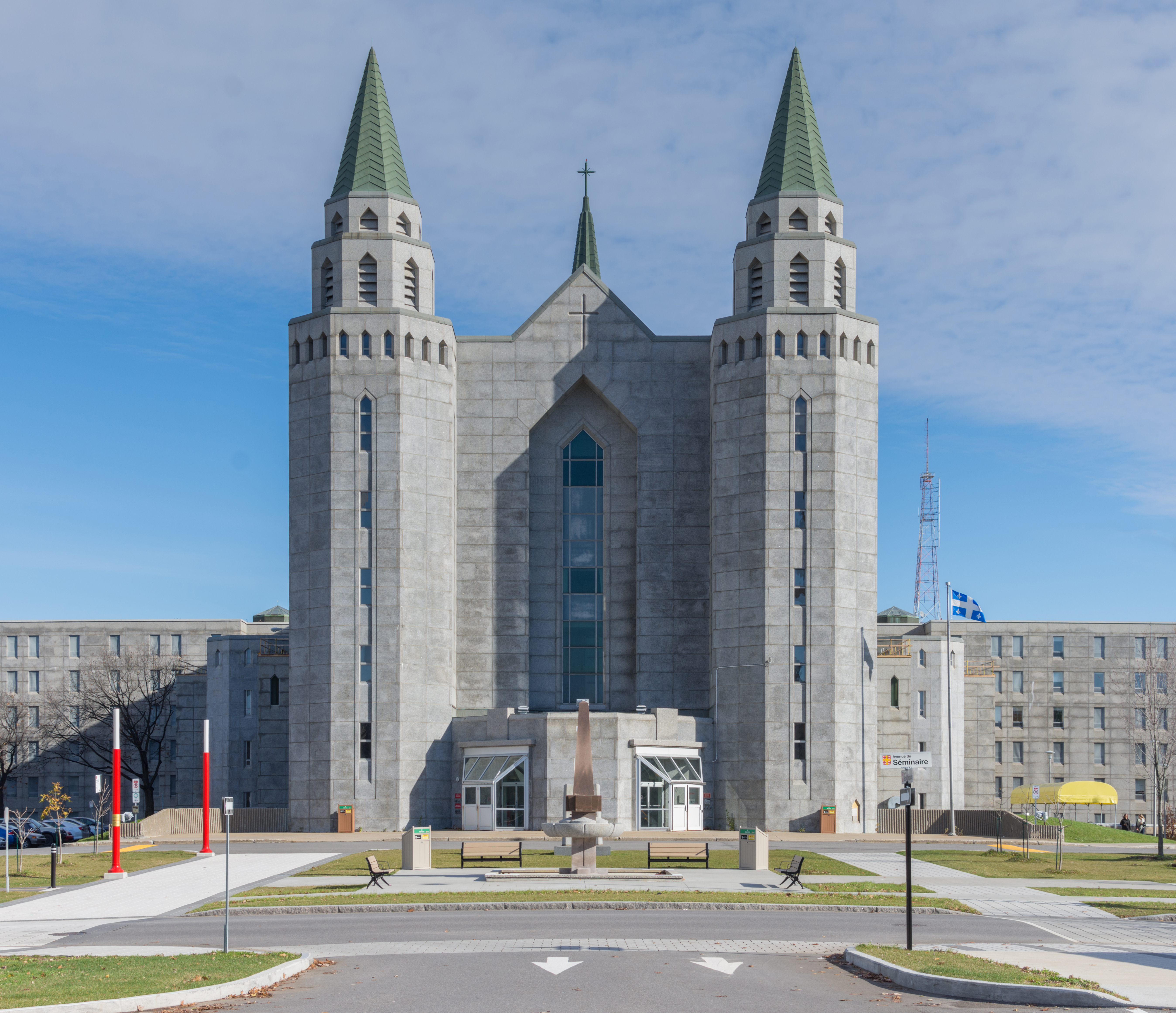
pabellón Louis-Jacques-Casault

La Universidad Laval también cuenta con un pabellón dedicado exclusivamente al deporte. El edificio, conocido como 'PEPS' (siglas de Pavillon de l'Éducation Physique et des Sports) posee una piscina olímpica techada y otra para clavados, salas de aparatos cardiovasculares, cancha de tenis, de baloncesto y varias otras salas acondicionadas para la práctica de deportes bajo techo (esencial para los meses del rudo invierno Quebequense). También tiene un escenario al aire libre para la práctica de deportes como fútbol canadiense, fútbol soccer y rugby, entre otros, con capacidad para 12.000 espectadores.

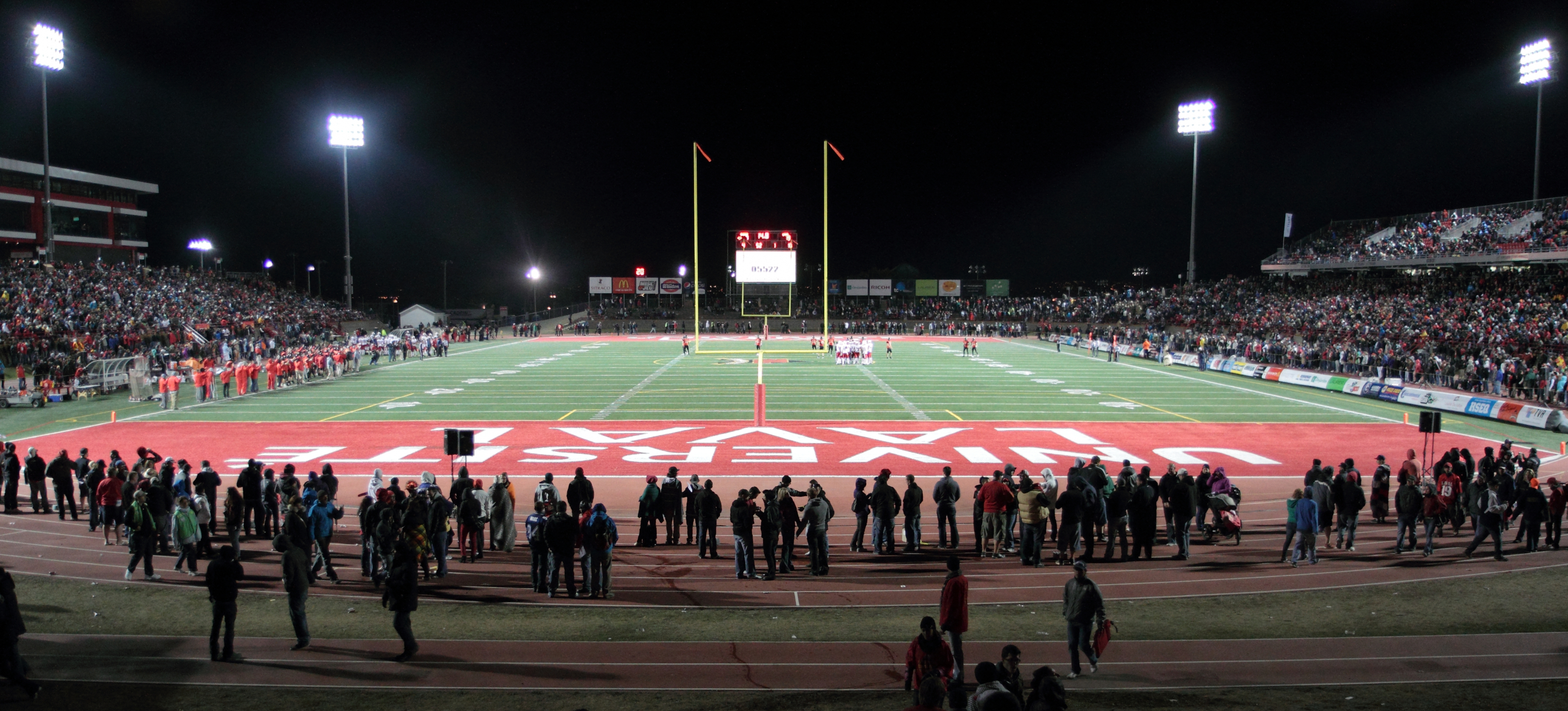
estadio TELUS-Université Laval
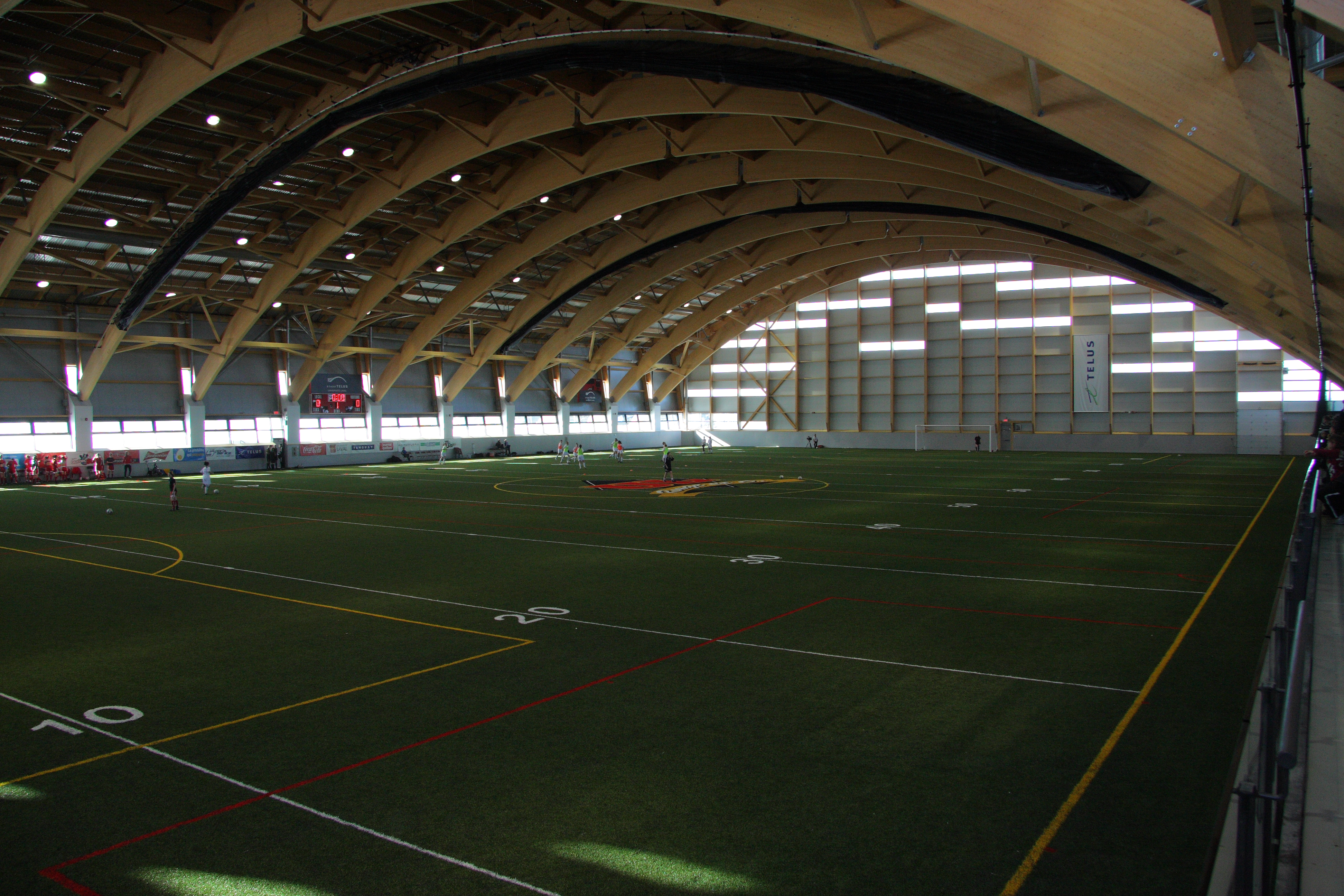
estadio TELUS-Université Laval
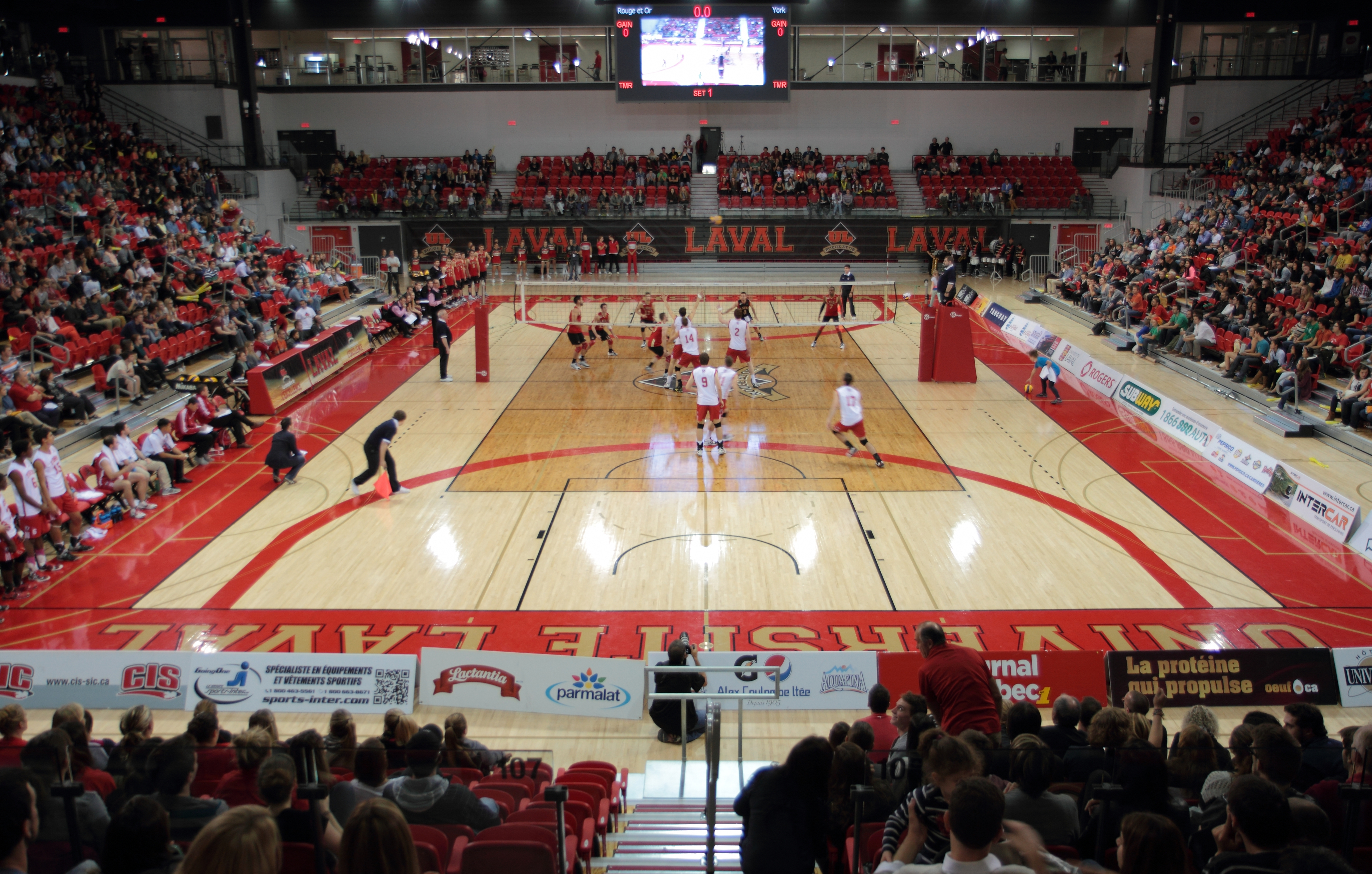
anfiteatro
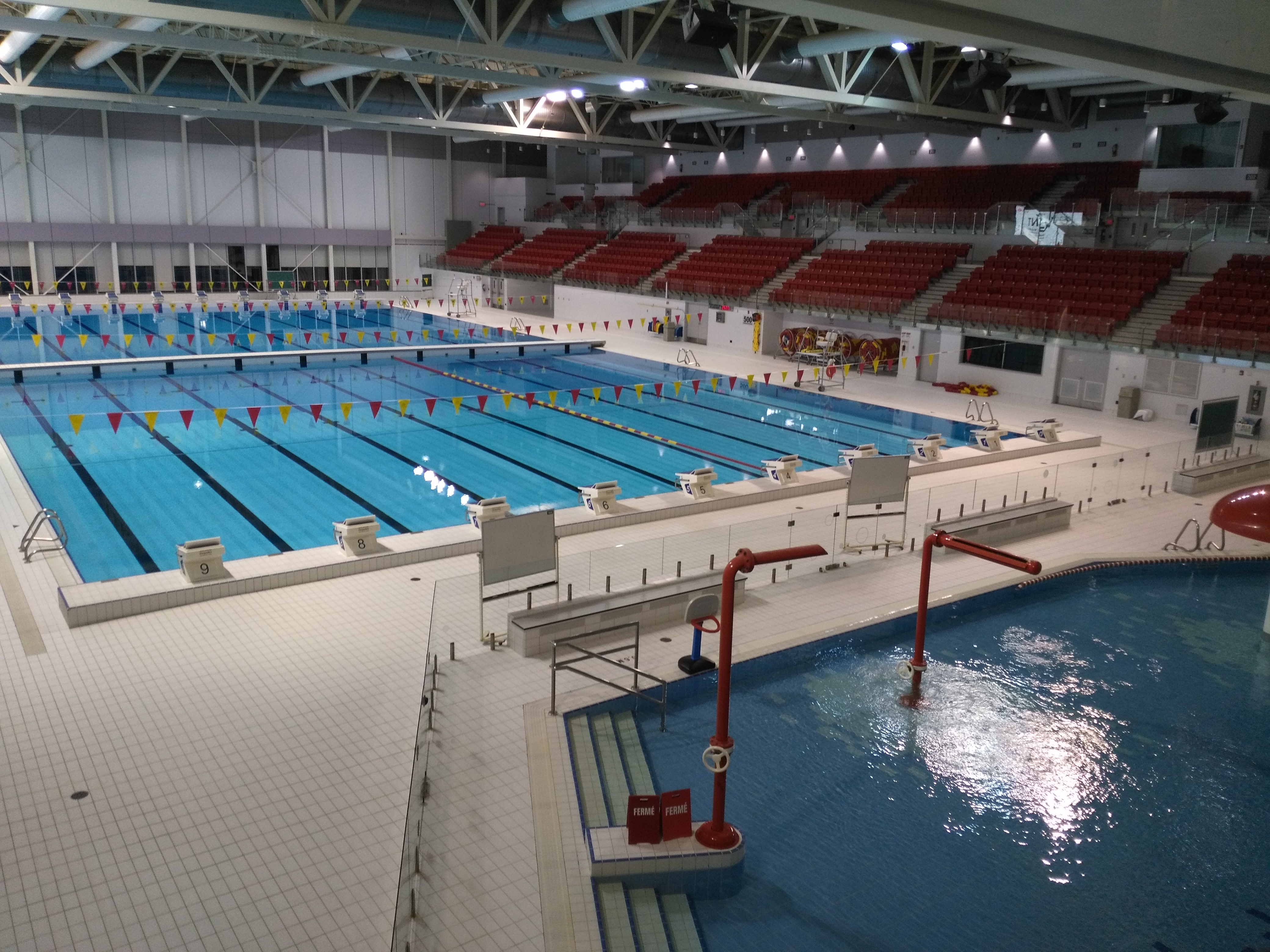
piscina
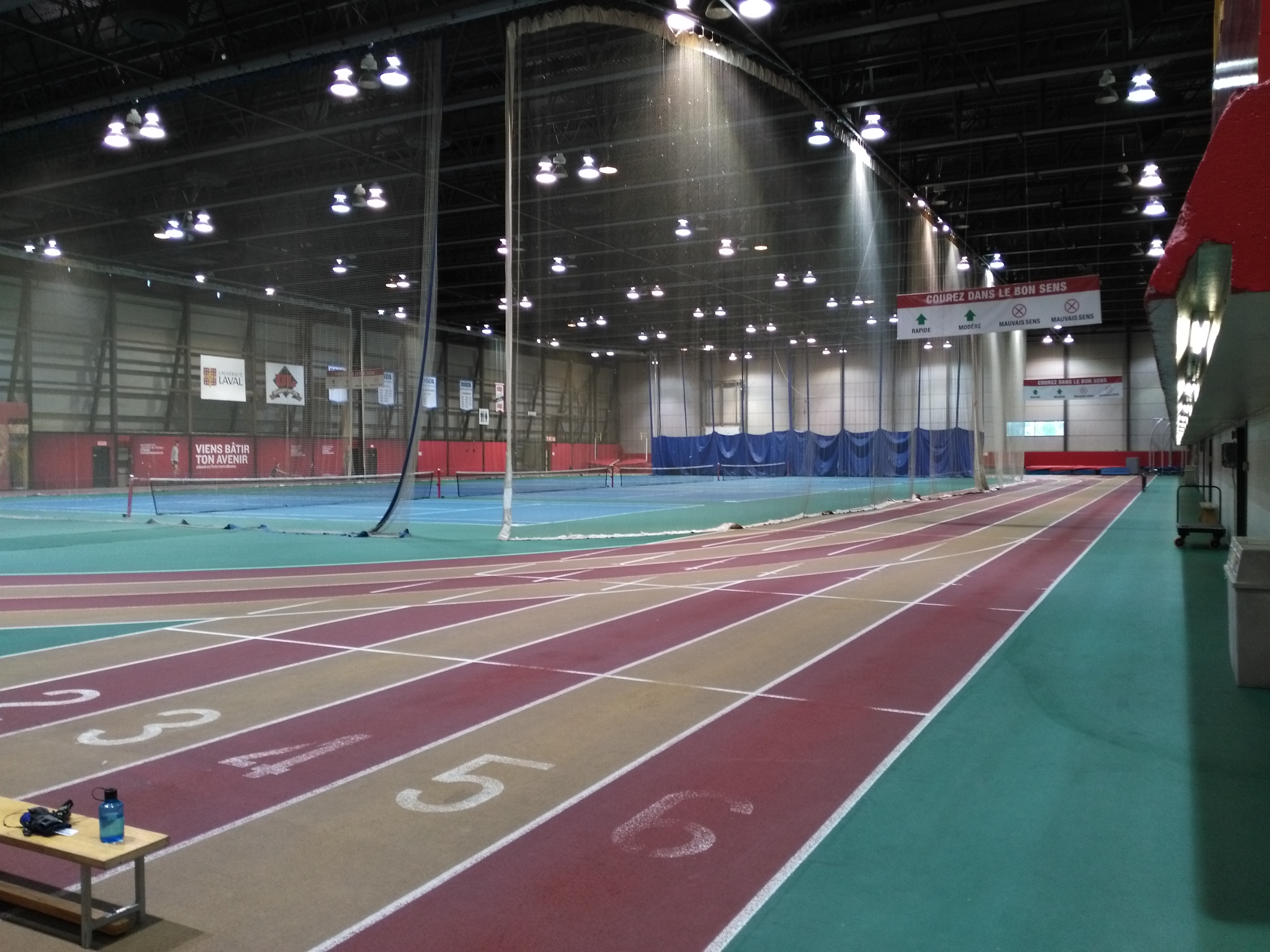
escenario interior

Los pabellones de la Universidad están a muy corta distancia uno del otro, y se pueden recorrer en pocos minutos a través de sus jardines y senderos que están adornados con esculturas y obras de arte. También existe un sistema de corredores subterráneos que permite a los estudiantes desplazarse de un edificio a otro evitando la superficie en los fríos meses de invierno.

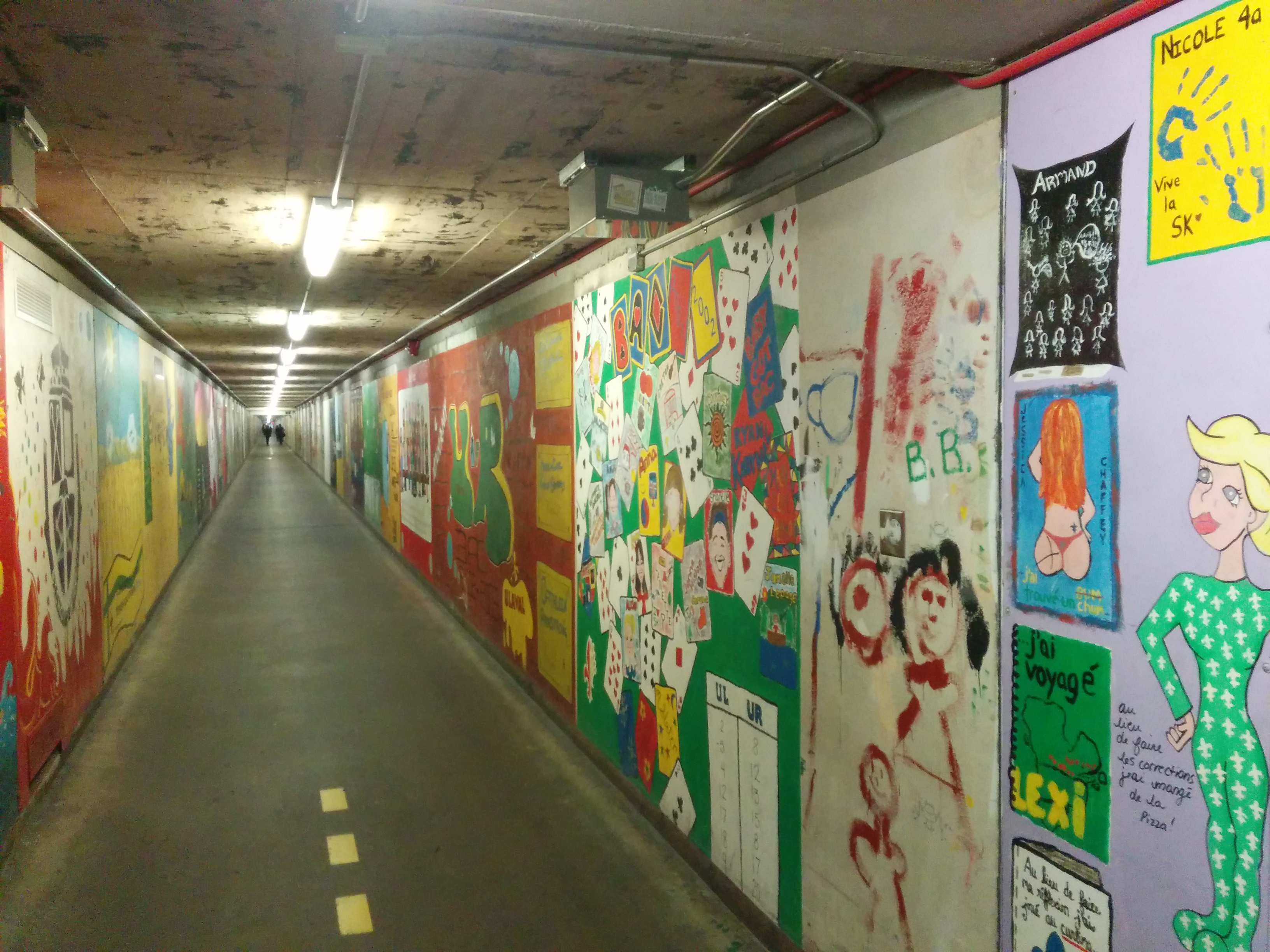
corredores subterráneos
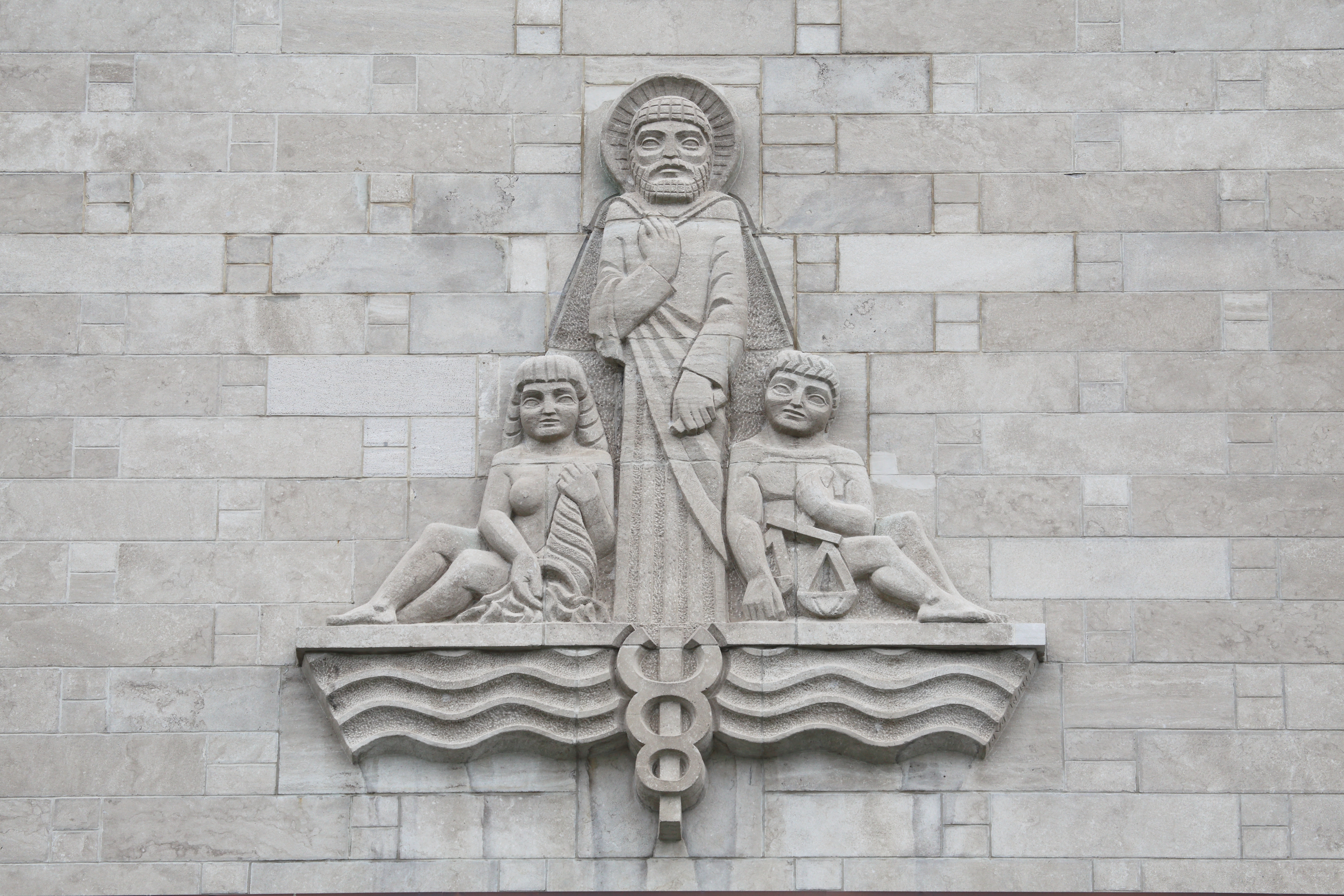
Saint Matthieu, l'offre et la demande en el pabellón Palasis-Prince
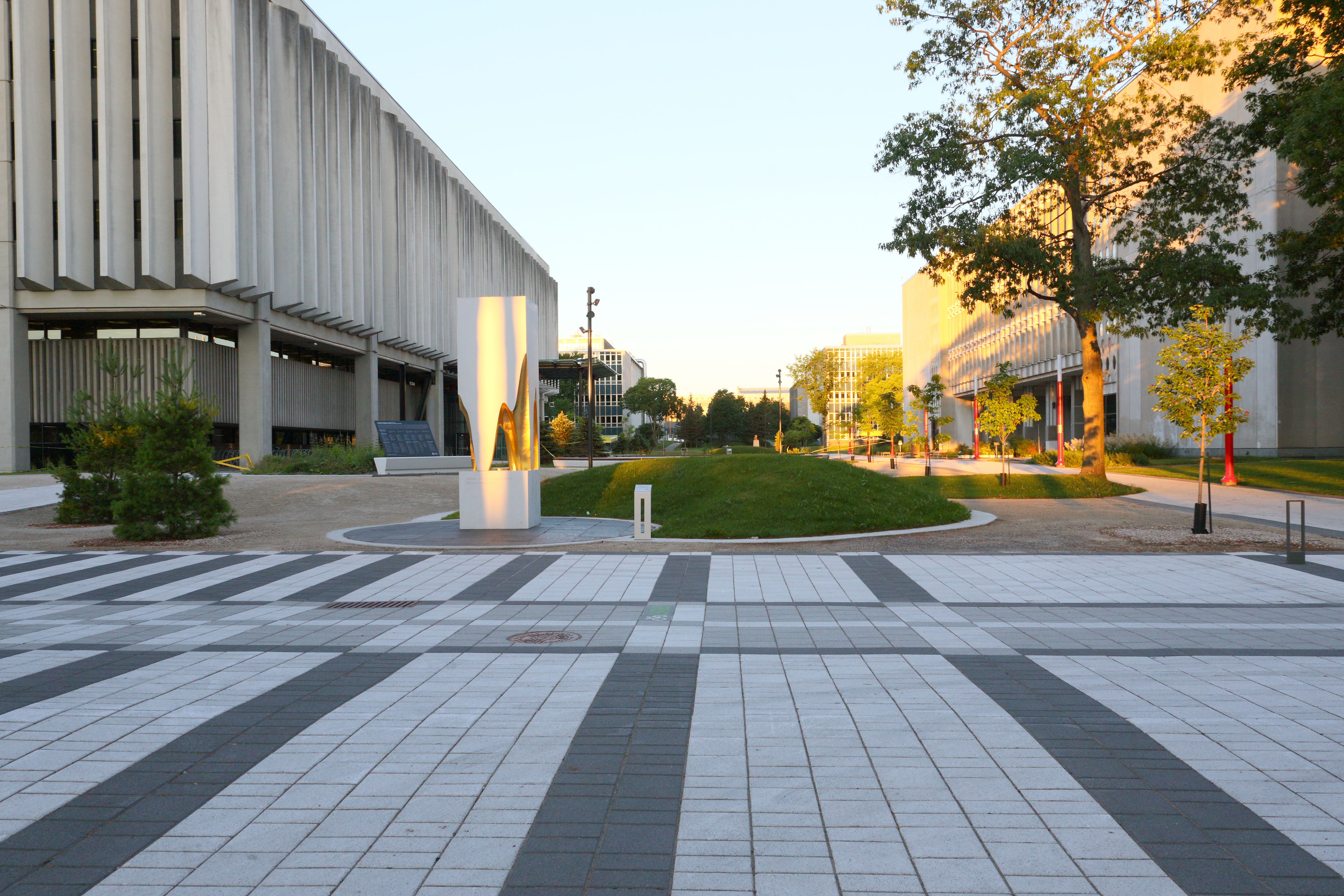
2367, l'odyssée collective (a la izquierda) en la plaza Les Cent-Associés
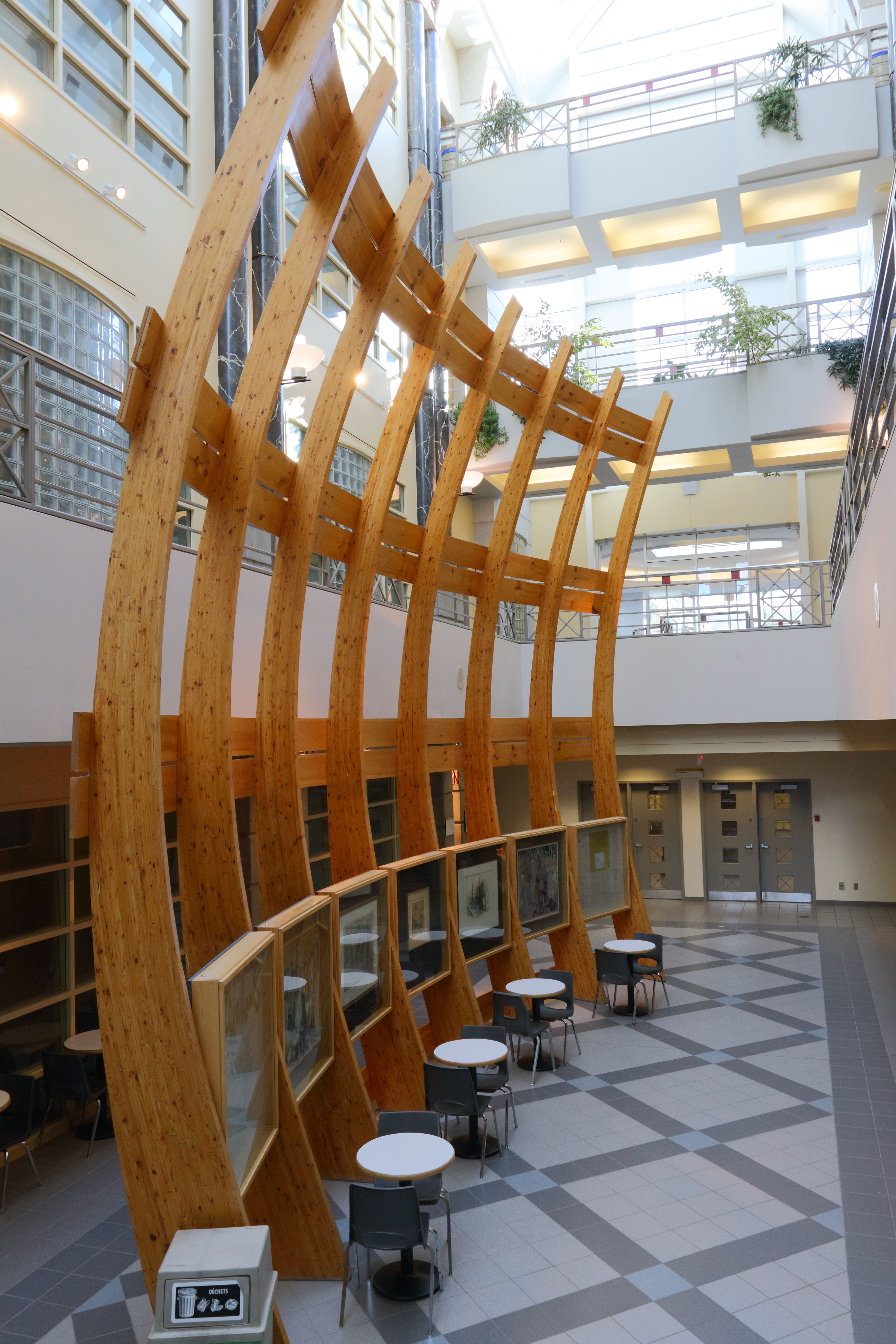
Espace René-Richard en el pabellón J.-A.-DeSève
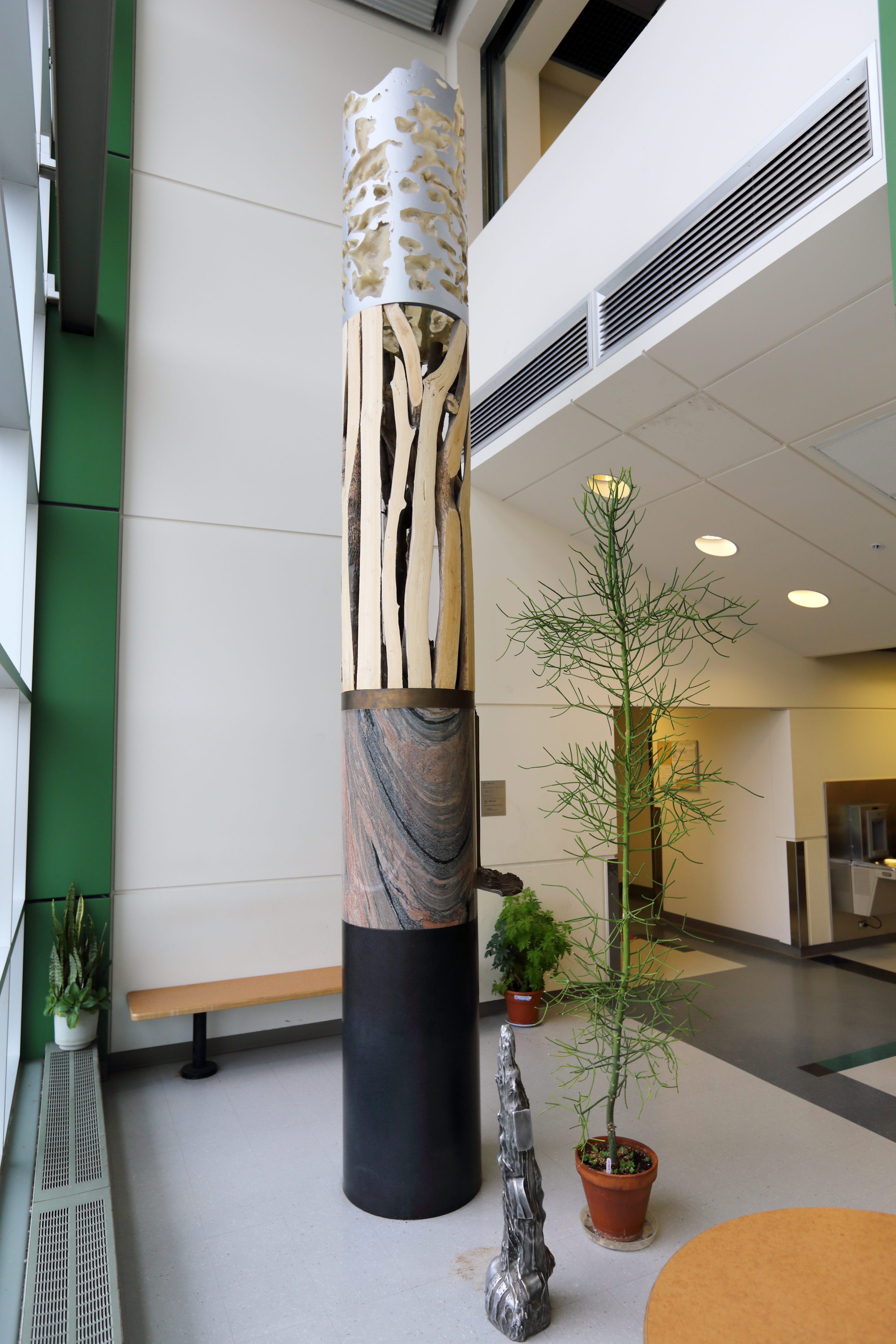
Colonne-carotte en el pabellón Adrien-Pouliot

## Espacios verdes
Hay muchos parques y espacios verdes en el campus.

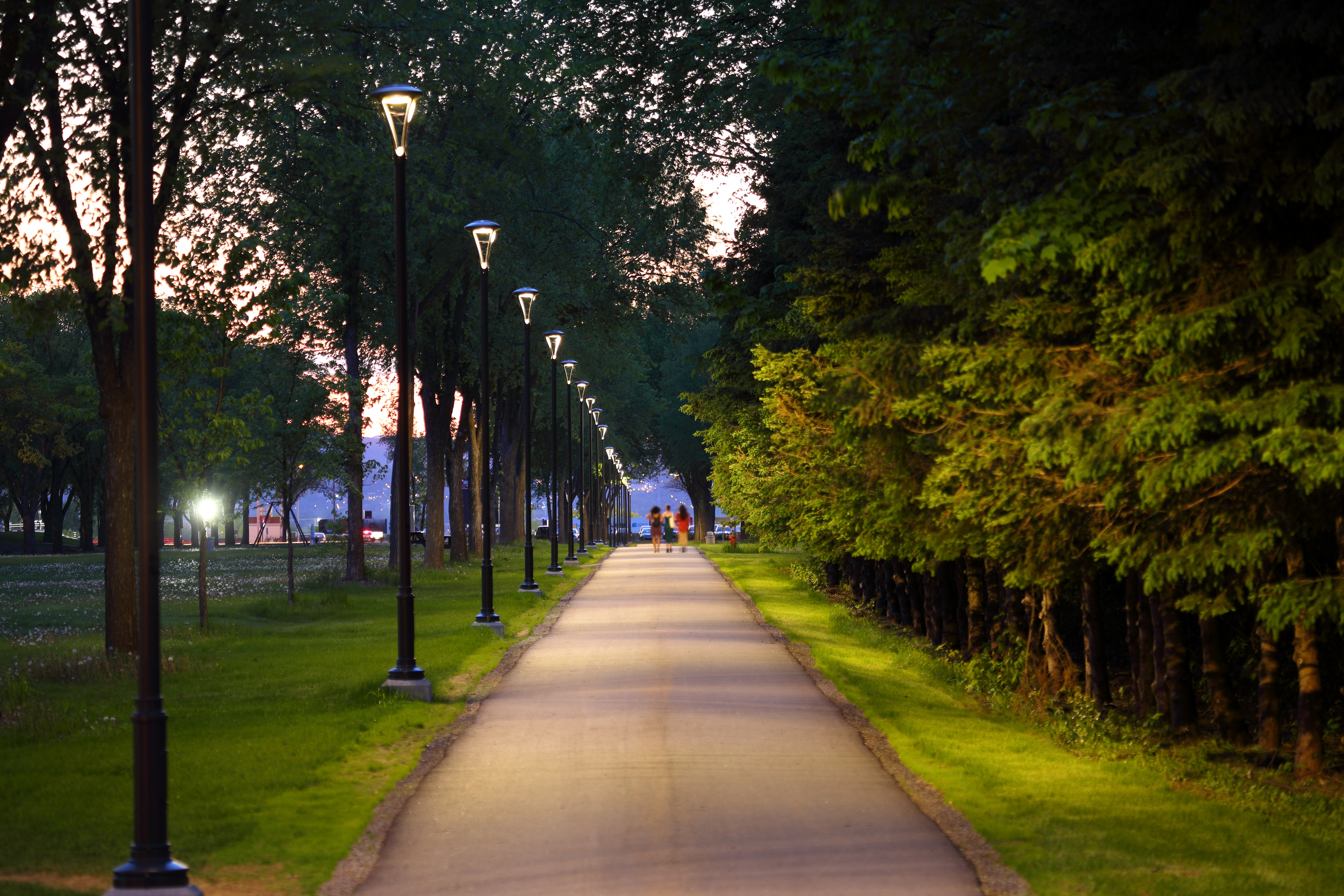
Grand Axe
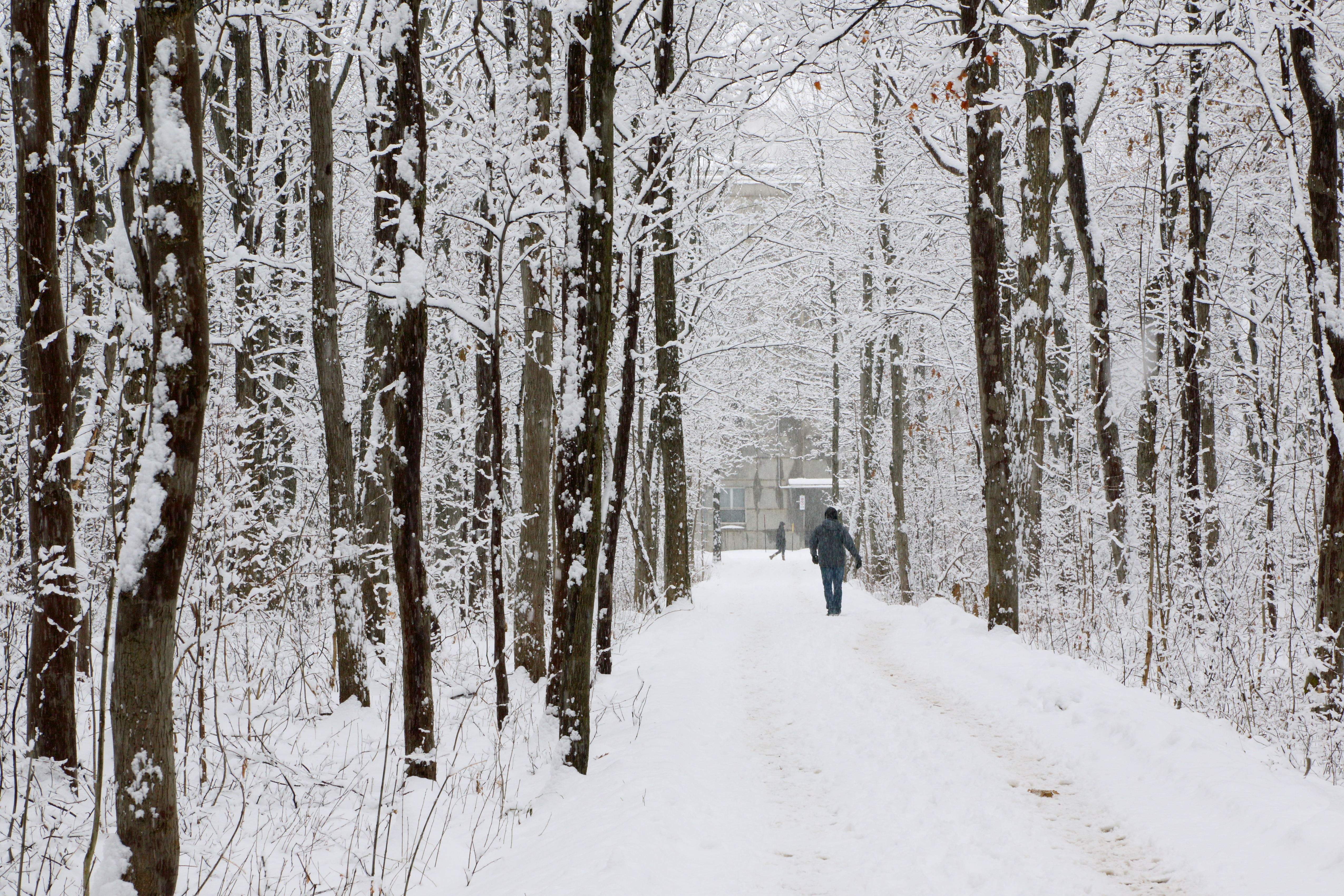
durante el invierno
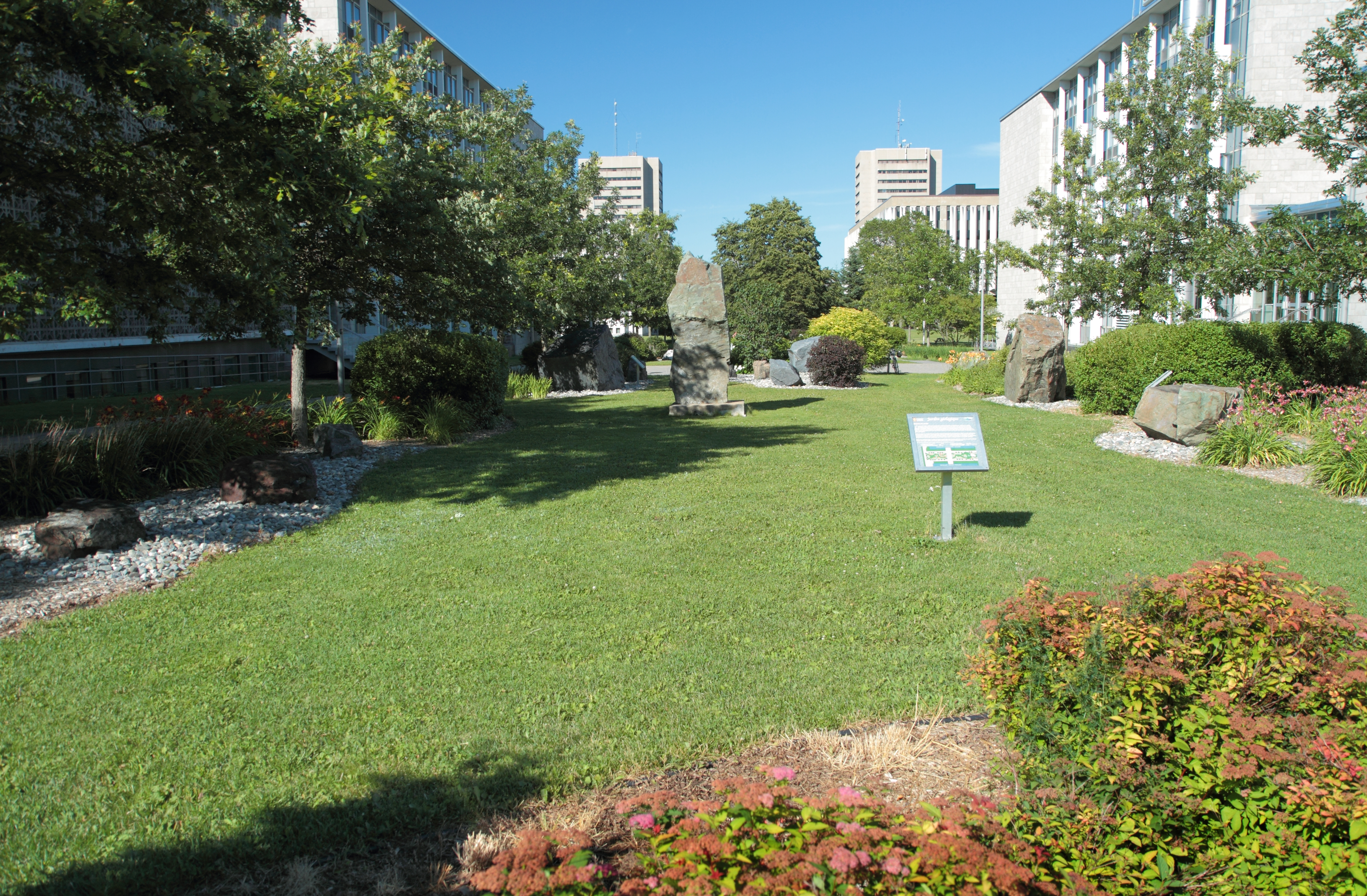
el jardín geológico René-Bureau
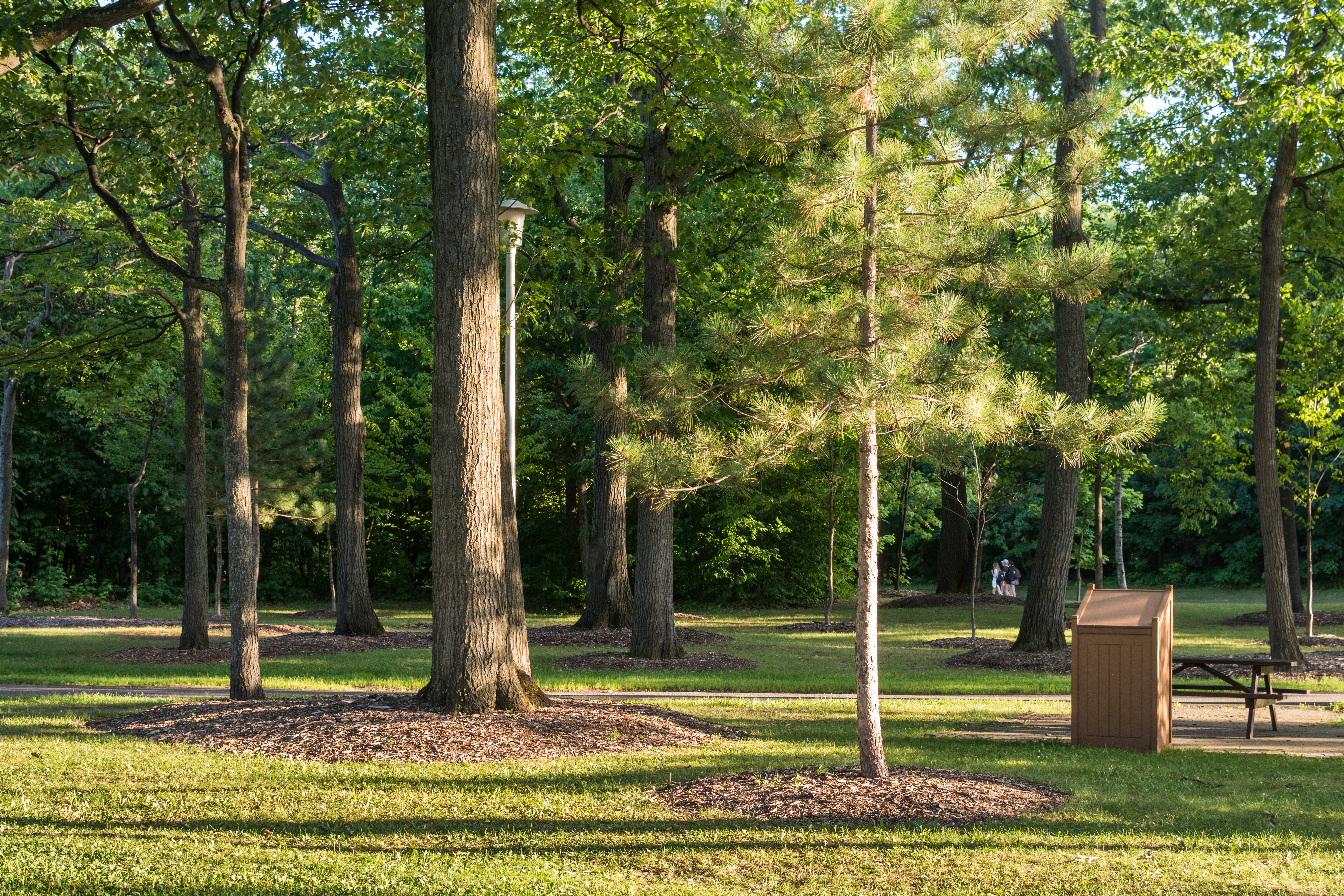
un parque
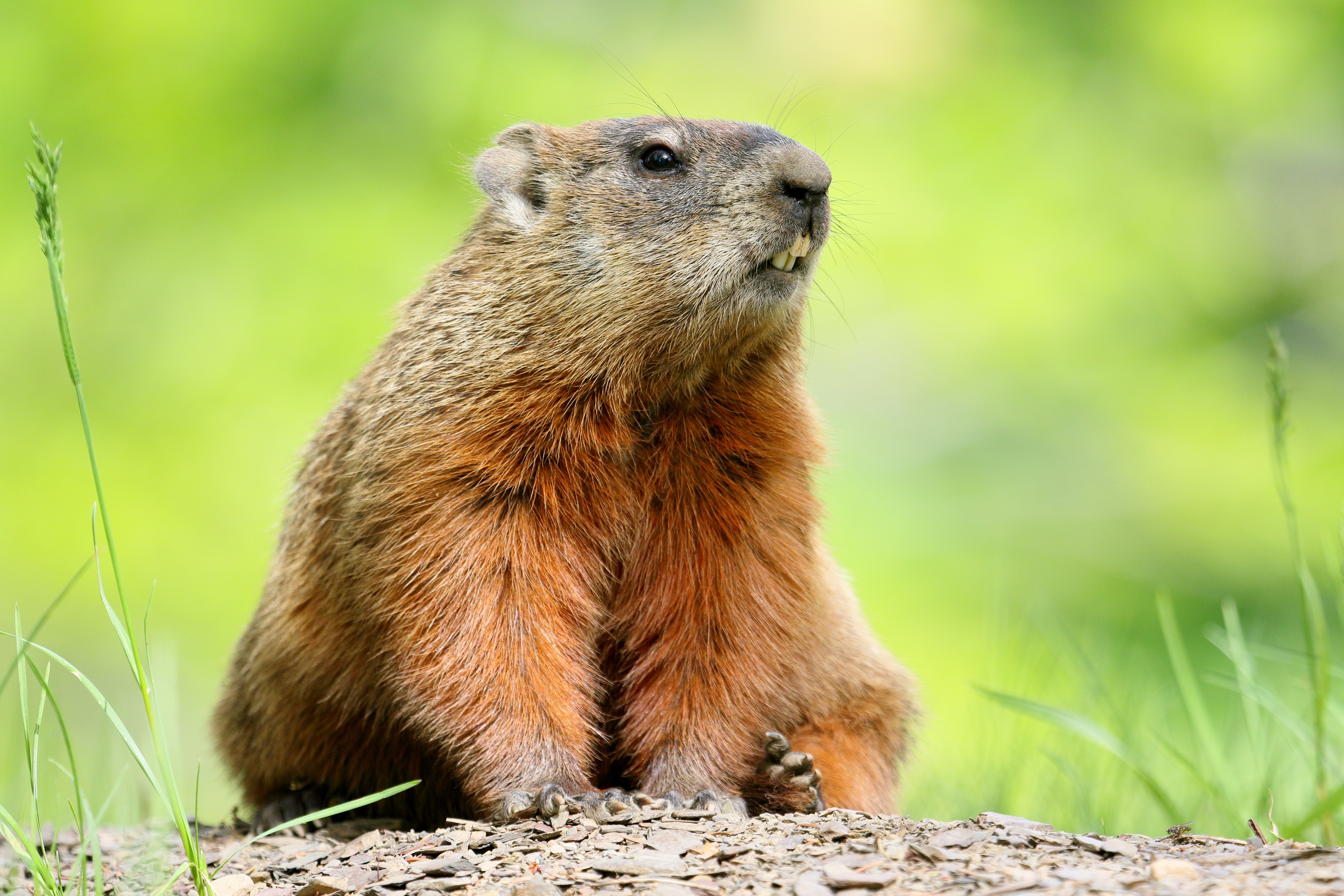
las marmotas son numerosas en el campus

## Rouge et Or
El Rouge et Or es el nombre usado por todos los equipos deportivos de élite en la Universidad de Laval. En 2018, el Rouge et Or tiene 16 disciplinas: atletismo, bádminton, baloncesto, porristas, campo a través, fútbol canadiense, golf, natación, rugby, esquí alpino, esquí de fondo, fútbol, tenis, triatlón y voleibol.

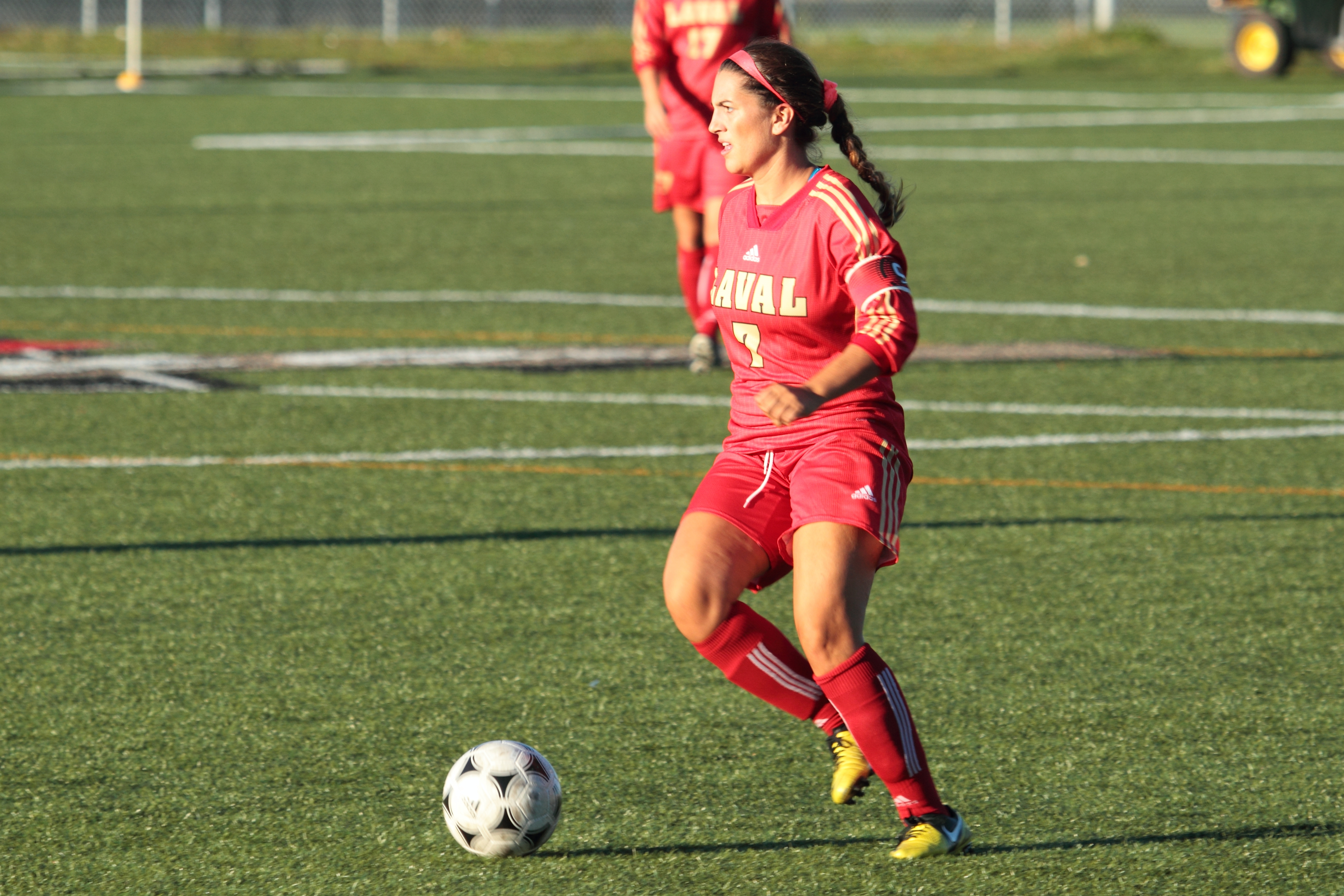
fútbol
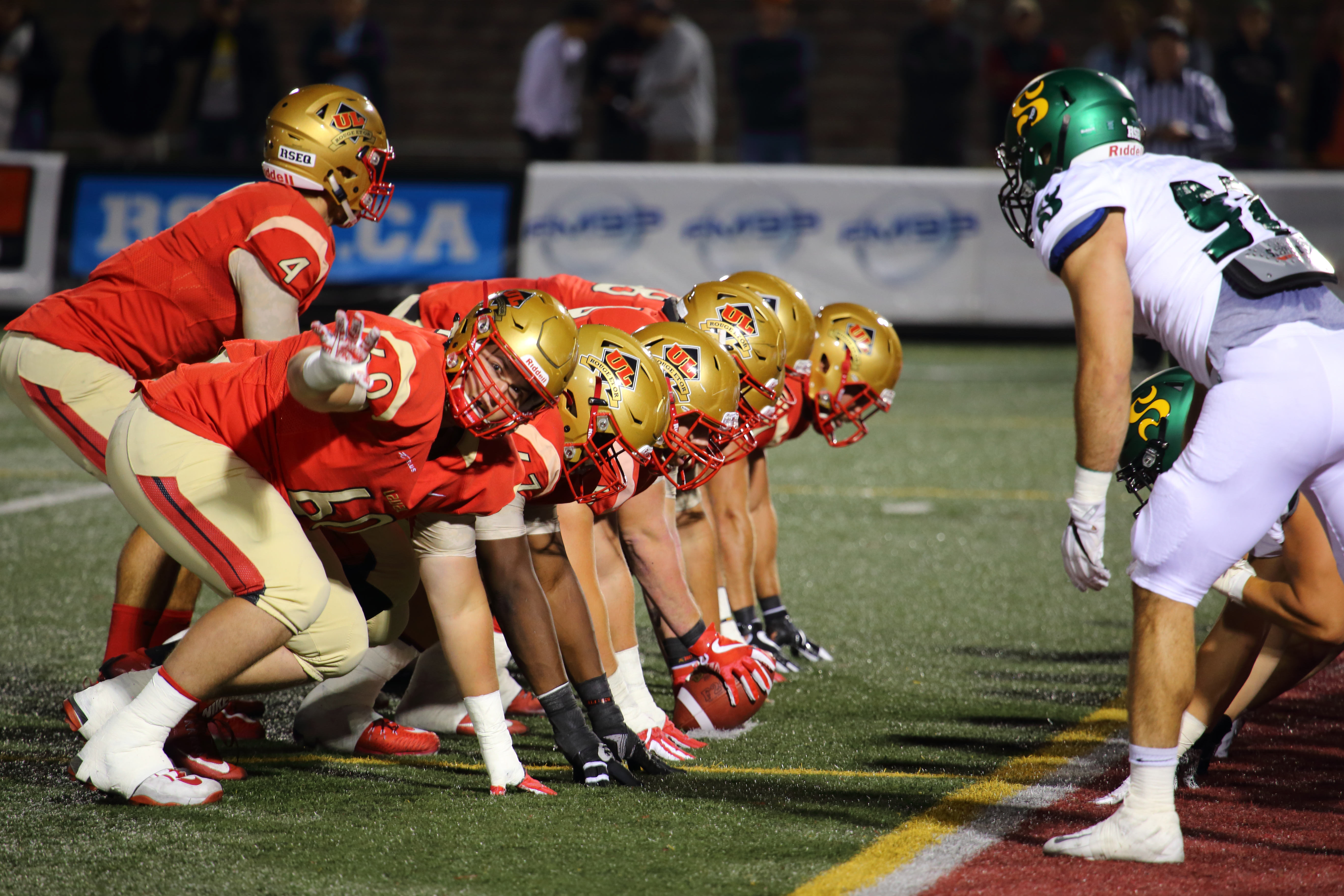
fútbol canadiense
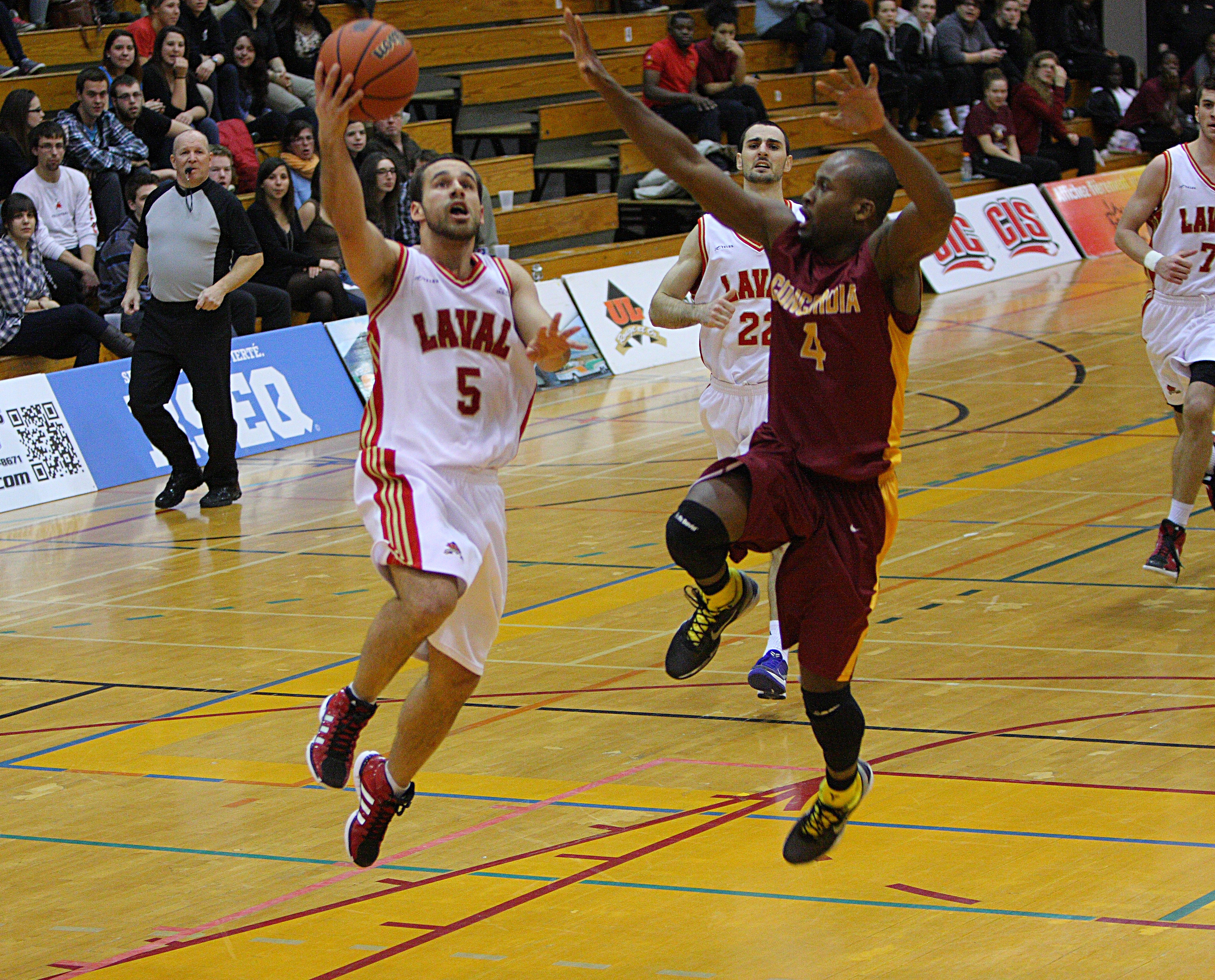
baloncesto
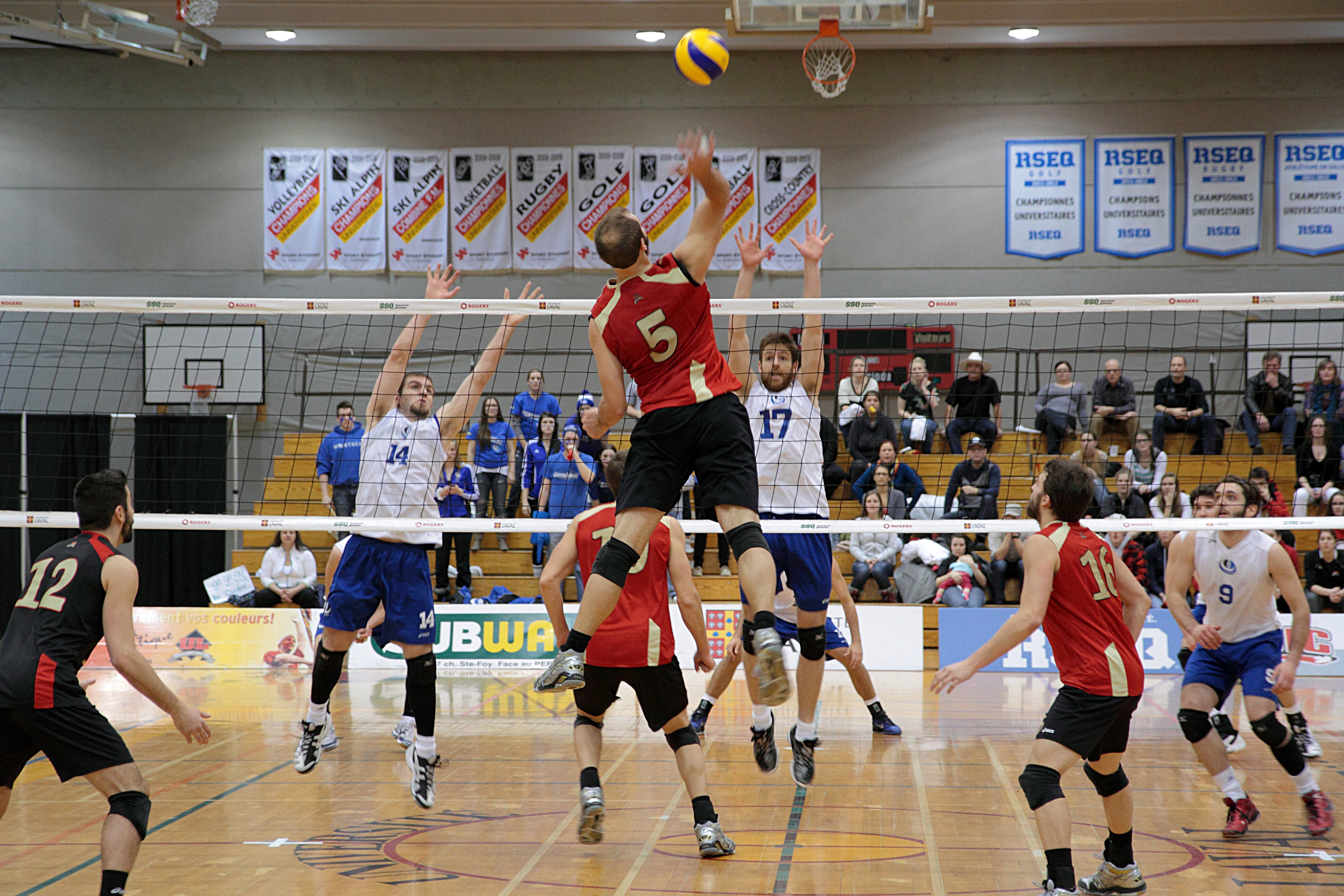
voleibol

## Política lingüística
La enseñanza en la Universidad Laval es completamente en el idioma francés. Esto la diferencia de otras universidades de la provincia de Quebec, como por ejemplo, Mc Gill o Concordia, donde la enseñanza es bilingüe (inglés / francés) o incluso angloparlante al 100 por cien. La Universidad Laval atrae cada año cientos de estudiantes de otros países, casi todos ellos provenientes de países de la francofonía (Bélgica, Haití, Senegal, por citar algunos ejemplos). No obstante también hay una minoría de estudiantes de habla hispana, principalmente de los países de América Latina.
A pesar de que la enseñanza es en el idioma francés, mucha de la literatura empleada por los estudiantes es en el idioma inglés. En años recientes, ciertas facultades, como la de Administración, han empezado a exigir a sus alumnos un cierto manejo del inglés como condición para titularse.